# Domän (historiskt–ekonomiskt)
Domän, från franska domaine jordegendom eller gods, från latin dominium (samma betydelse), avlett från latin dominus, "herre".
Ordet har åtskilliga betydelser på svenska, samtliga med någon form av underordnande innebörd. Den ursprungligaste betydelsen är den ekonomiska.

## Sverige
En domän avsåg ursprungligen den jord som gav kronan/kungamakten inkomster, det vill säga den jord kronan förfogade över. Svenska statsägda skogar förvaltades under större delen av 1900-talet av myndigheten Domänverket, vilket numera efter ombildningar närmast motsvaras av det statsägda skogsbolaget Sveaskog.